# Lesní právo
Lesní právo je soubor právních norem, které regulují ochranu a hospodářské využití lesů; pokládá se za součást práva životního prostředí, byť má i přesahy do jiných právních odvětví.

## Dějiny lesního práva na území Česka
Ustanovení na ochranu lesa obsahovaly partikulární normy jednotlivých měst a panství (např. Chebský lesní řád [Forstordnung] z roku 1379). K vydání obecně závazných předpisů o lesích pro jednotlivé korunní země došlo vydáním tereziánských lesních řádů (pro Čechy 5. května 1754, pro Moravu 23. listopadu 1754 a pro Slezsko 24. ledna 1756). Na ně navázal patent 250/1852 ř. z., lesní zákon, který byl se svými dodatky a doplňky platný až do vydání nového lesního zákona č. 166/1960 Sb. Tento pak byl nahrazen zákonem o lesích č. 61/1977 Sb., který poté nahradil zákon č. 289/1995 Sb., o lesích a o změně a doplnění některých zákonů, zkráceným názvem lesní zákon. Nynější lesní zákon ve své preambuli uvádí, že vznikl za účelem, aby stanovil předpoklady pro zachování lesa, péči o les a obnovu lesa jako národního hospodářství, které tvoří nenahraditelnou složku životního prostředí, pro plnění všech jeho funkcí a pro podporu trvale udržitelného hospodářství v něm.
K lesnímu zákonu byla vydána řada prováděcích vyhlášek, z toho 11 vyhlášek bylo vydáno v roce 1996 v návaznosti na nový lesní zákon. Stanovují například podrobnosti o ochraně pozemků určených k plnění funkcí lesa, stanovení pásem ohrožení lesů pod vlivem imisí, pravidla dotací pro meliorační výsadbu, způsob výpočtu újmy na produkčních funkcích lesa, genetickou klasifikaci a podrobnosti k obnově lesa, zalesňování a evidenci při nakládání se semeny a sazenicemi lesních dřevin, zpracování oblastních plánů rozvoje lesů a o vymezení hospodářských souborů, lesní hospodářské plánování, podrobnosti k udělování licence v lesním hospodářství, podrobnosti o opatřeních k ochraně lesa a vzory služebního odznaku a průkazu lesní stráže, služební stejnokroje zaměstnanců orgánů státní správy lesů, způsob výpočtu nákladů na činnost odborného lesního hospodáře hrazeného státem. Později byly některé z těchto vyhlášek nahrazeny novými vyhlášky, nově pak byly vyhláška o označování, měření a klasifikaci dříví či nařízení vlády o stanovení závazných pravidel poskytování finančních příspěvků na hospodaření v lesích a na vybrané myslivecké činnosti. Jednorázovou platnost měla nařízení vlády, kterými se vyhlašuje provedení inventarizace lesů v letech 2001 až 2004 a v letech 2011 až 2015.

## Kategorizace lesů
Lesy mají různé funkce. Základní rozdělení funkcí lesa (neboli přínosů podmíněných funkcí lesa) je na produkční a mimoprodukční. Vzhledem k tomu je nutností, aby zákon rozdělil lesy do několika kategorií. Patří mezi ně:
- lesy ochranné (§ 7 odst. 1 lesního zákona): Mezi tuto kategorii lesů jsou zařazeny:
  - lesy na mimořádně nepříznivých stanovištích
  - vysokohorské lesy pod hranicí stromové vegetace chránící níže položené lesy a lesy na exponovaných hřebenech
  - lesy v klečovém lesním vegetačním stupni
- lesy zvláštního určení (§ 8 lesního zákona): Pod tuto kategorii spadají lesy, které nejsou zařazeny pod lesy ochranné a zároveň se nacházejí v určitém typu přírody, a to např. v pásmu hygienické ochrany vodních zdrojů I. stupně a další. Spadají sem dále lesy, u kterých veřejný zájem na zlepšení a ochraně životního prostředí nebo jiný oprávněný zájem na plnění mimoprodukčních funkcí lesa je nadřazen funkcím produkčním. Jedná se např. o lázeňské lesy, lesy v prvních zónách chráněných krajinných oblastí a další.
- lesy hospodářské (§ 9 lesního zákona): Jedná se o lesy, které nespadají ani pod jednu z předešlých kategorií
- lesy pod vlivem imisí (§ 10 lesního zákona)
- zvláštní druh lesů: Tyto lesy se zařazují do čtyř pásem ohrožení, pod tento typ mohou spadat všechny předchozí typy lesa.

Avšak v rámci kategorizace se spekuluje, že by vzhledem k vývoji v lesnictví a ve společnosti, měly být tyto kategorie dále rozčleněny na další subkategorie.

## Povinnosti ve vztahu k lesu
Zákon dále vymezuje základní povinnosti „každého“ a vlastníků lesa. Zákon stanovuje pro každého povinnost počínat si tak, aby nepoškozoval les a nedocházelo ani k jeho ohrožení. Pro vlastníka pak stanovuje několik povinností. Nesmí svým jednáním poškozovat lesy sousedící a zároveň musí jednat tak, aby byl chráněn genofond lesních dřevin. V případě, že jsou omezena práva vlastníka a vznikají mu další povinnosti, má nárok na náhradu škody vzniklé v důsledku omezení hospodaření v lese. Zároveň je zakázáno bez povolení komukoliv využít lesní pozemky k jiným účelům, než jsou funkce lesa.
Zákon dále upravuje evidenci a dělení pozemků sloužících k funkci lesa. Zákonem je orgánům státní správy umožněno využívat pro zajištění přehledu o pozemcích, které jsou určeny k plnění funkcí lesa, využívat bezplatně údaje z katastru nemovitostí. Dále stanovuje podmínku vlastníkům lesa a dalších pozemků informovat orgán státní správy o vzniku nájmu, podnájmu či výpůjčky, a to do 30 dní od uzavření smlouvy. Dále je omezeno právo na rozdělování pozemků. V případě, že by některá z výměr měla klesnout pod 1 ha, je potřeba získat povolení od orgánu státní správy lesů. Přičemž tento souhlas tento orgán nevydá v případě, že by daným dělením vznikly pozemky, které by měli nevhodný tvar či velikost, která neumožňuje řádné hospodaření v lese.
Lesní zákon dále upravuje postup v případě odnětí pozemků z funkcí lesa.